# Léopold Tibbaut
Léopold Florent Tibbaut (Gilly, 14 maart 1913 - 1 december 1991) was een Belgisch volksvertegenwoordiger en burgemeester.

## Levensloop
Tibbaut werkte als belastingontvanger bij De Post. Ook was hij vakbondsman en klom op tot nationaal secretaris van de CGSP. Tijdens de Tweede Wereldoorlog was hij actief in het Verzet en oorlogsgevangene.
In de gemeente Gilly werd hij in 1946 voor de PSB verkozen tot gemeenteraadslid, in 1953 werd hij schepen en van 1960 tot aan de fusie in 1976 was hij burgemeester.
Van 1968 tot 1978 zetelde hij voor het arrondissement Charleroi in de Kamer van volksvertegenwoordigers. Hij werd opgevolgd door Jacques Van Gompel, die geroepen was om een belangrijke rol in de streek van Charleroi te spelen.

## Eerbetoon
In Gilly is de naam Léopold Tibbaut aan verschillende zaken verbonden:
- er is een Rue Léopold Tibbaut;
- het voetbalstadion van Gilly is naar hem genoemd;
- er is een Centre du Troisième Age Léopold Tibbaut;
- een complex van sociale woningen (huizen en appartementen, samen 119 wooneenheden) in de Rue des Gayolles draagt de naam 'Cité Léopold Tibbaut'.